# كفردلاقوس
كفردلاقوس هي إحدى القرى اللبنانية من قرى قضاء زغرتا في محافظة الشمال.